# Jugoslawische Badmintonmeisterschaft
Jugoslawische Meisterschaften im Badminton wurden von 1994 bis 2002 ausgetragen und gingen danach fließend in die Meisterschaften von Serbien-Montenegro über, auf welche wiederum die Serbischen Titelkämpfe folgten. Die Austragung von Juniorenmeisterschaften begann 1997. Internationale Titelkämpfe wurden nur 1998 ausgetragen. Juniorenmeisterschaften wurden seit 1997 ausgetragen, Mannschaftsmeisterschaften 1998, 2000 und 2002.
Nach dem Zerfall der SFRJ finden auf dem Gebiet des ehemaligen Jugoslawiens auch Titelkämpfe Bosnien-Herzegowinas, Mazedoniens, Serbiens, Sloweniens und Kroatiens statt.

## Die Titelträger
| Saison | Herreneinzel    | Dameneinzel      | Herrendoppel                     | Damendoppel                   | Mixed                          |
| ------ | --------------- | ---------------- | -------------------------------- | ----------------------------- | ------------------------------ |
| 1994   | Ivan Đurić      | Nataša Ostojić   | nicht ausgetragen                | nicht ausgetragen             | nicht ausgetragen              |
| 1995   | Jovan Marković  | Nataša Ostojić   | Jovan Marković Zoran Vuković     | Nataša Ostojić Danijela Đukić | Jovan Marković Nataša Ostojić  |
| 1996   | Jovan Marković  | Nataša Ostojić   | Zoran Stepanović Radomir Jovović | Nataša Ostojić Ružica Marić   | Jovan Marković Ružica Marić    |
| 1997   | Jovan Marković  | Jovanka Knežević | Jovan Marković Bojan Jakovljević | Nataša Ostojić Ružica Marić   | Bojan Jakovljević Ružica Marić |
| 1998   | Jovan Marković  | Jelena Obrić     | Jovan Marković Bojan Jakovljević | Jelena Obrić Marija Glogovac  | Bojan Jakovljević Jelena Obrić |
| 1999   | Radomir Jovović | Jelena Obrić     | Radomir Jovović Zoran Stepanović | Jelena Obrić Marija Glogovac  | Bojan Jakovljević Jelena Obrić |
| 2000   | Jovan Marković  | Jelena Obrić     | Jovan Marković Bojan Jakovljević | Jelena Obrić Marija Glogovac  | Bojan Jakovljević Jelena Obrić |
| 2001   | Radomir Jovović | Jelena Obrić     | Radomir Jovović Zoran Stepanović | Jelena Obrić Ana Marić        | Bojan Jakovljević Jelena Obrić |
| 2002   | Radomir Jovović | Jelena Obrić     | Jovan Marković Bojan Jakovljević | Jelena Obrić Ana Marić        | Bojan Jakovljević Jelena Obrić |